# ホワイト・ブラッド・セルズ
『ホワイト・ブラッド・セルズ』（White Blood Cells）は、アメリカ合衆国のロック・バンド、ザ・ホワイト・ストライプスが2001年に発表した3作目のスタジオ・アルバム。バンドの出世作となった作品である。

## 背景
以前の作品のレコーディングは地元デトロイトで行われたが、本作はテネシー州メンフィスでレコーディングされた。ジャック・ホワイトは、2作目のアルバム『デ・ステイル』を自宅の居間でレコーディングしたのは失敗だったと考えており、2003年に行われたThe A.V. Clubのインタビューにおいて「俺達が仕事せざるを得なくなるような場所に行くっていう、制限された状況が大事なんだ」と語っている。また、ジャックによればレコーディングは実質3日間で行われたという。
アルバム・タイトルは白血球を意味しており、ジャックは2001年7月31日に掲載されたThe Village Voiceの記事で、タイトル及びジャケットのコンセプトに関して「俺達に近づいている影の人々がバクテリアで、メグ（・ホワイト）と俺が白血球だ」「バクテリアはメディアや音楽好きのことでもある」と説明している。
本作はカントリー歌手ロレッタ・リンに捧げられており、本作からのシングル「ホテル・ヨーバ」にはリンの曲「Rated X」のカヴァーが収録された。リンはその後、ザ・ホワイト・ストライプスとライヴで共演し、また、2004年にはジャック・ホワイトがプロデュースしたアルバム『Van Lear Rose』をリリースしている。

## 作詞・作曲
ジャック・ホワイトの甥で、ザ・ホワイト・ストライプスに関する記録を担当していたベン・ブラックウェルによれば、本作収録曲の多くはジャックが過去に作った「未完成の忘れられていた曲」を改作したものだという。「アイ・キャン・ラーン」や「ディス・プロテクター」は、1997年に行われたザ・ホワイト・ストライプスの初ライヴで演奏されており、「ホテル・ヨーバ」「ザ・ユニオン・フォーエヴァー」「ナウ・メアリー」は、ジャック・ホワイトが1998年にTwo-Star Tabernacleというバンドで作った曲である。また、「アイ・キャント・ウェイト」「オフェンド・イン・エヴリ・ウェイ」は、1999年にジャック・ホワイト・アンド・ザ・ブリックスというプロジェクトで作られた。
「ホテル・ヨーバ」のタイトルは、デトロイトにある実在のホテルが由来となっている。50秒で終わる「ア・リトル・ルーム」は、ジャックの説明によれば「注目されることには良い面も悪い面もある」ことをテーマとしており、それはアルバム全体に流れるテーマにもなっている。「ザ・ユニオン・フォーエヴァー」のタイトル及び歌詞は1941年の映画『市民ケーン』に基づいており、作者のジャックもそのことを公言しているが、『市民ケーン』の権利を持つワーナー・ブラザースが著作権侵害を主張したこともあった。

## リリース
アメリカでは、インディーズの「シンパシー・フォー・ザ・レコード・インダストリー」からオリジナル盤がリリースされた。その後、バンドは2001年11月にV2レコードとの契約を得ており、2002年には本作が同レーベルから再発された。また、V2からはボーナスDVDが付属したヴァージョンも発売されている。なお、『スピン』2002年10月号の記事によれば、バンドと契約したV2のアンディ・ガーションは当時「曲は素晴らしいけど、あまりにも録音が生々しくて、どうやってラジオで流せっていうんだい?」「とはいえ、私には凄いアルバムであるように思えた」と語っている。
当初イギリスでは輸入盤のみ入手可能だったが、バンドは2001年8月にインディーズ・レーベルのXLレコーディングスと契約を得て、9月24日に同レーベルからイギリス盤が発売された。また、2001年11月12日には本作からの第1弾シングル「ホテル・ヨーバ」もイギリスで正式発売されている。
日本盤CDは、「ホテル・ヨーバ」のミュージック・ビデオを収録したCD EXTRA仕様で2002年6月19日に発売され、本作がバンドの日本デビュー作となった。日本盤ボーナス・トラックのうち「ジョリーン」はドリー・パートンのカヴァーで、アメリカでは2000年にシングル「Hello Operator」のカップリング曲として発表されていた。また、「ハンド・スプリングス」は1999年にザ・ダートボムズとのスプリット・シングルとして発表された。

## 反響
イギリスでは、まだ「シンパシー・フォー・ザ・レコード・インダストリー」からの輸入盤しか出回っていなかった2001年8月18日の時点で全英アルバムチャートに初登場し、最終的には、XLレコーディングスから発売されたイギリス盤も合わせれば39週チャート圏内に入って、最高55位を記録。全英シングルチャートでは「ホテル・ヨーバ」が26位、「フェル・イン・ラヴ・ウィズ・ア・ガール」が21位、「デッド・リーヴス・アンド・ザ・ダーティー・グラウンド」が25位に達した。
母国アメリカでは、2001年11月29日付の『ニューヨーク・タイムズ』紙において、ザ・ストロークスとザ・ホワイト・ストライプスがロック・ファンにとっての「音楽の救世主」と称された。そして2002年、本作は『ビルボード』のトップ・ヒートシーカーズで1位を獲得し、総合アルバム・チャートのBillboard 200では61位に達した。その後も売り上げを伸ばして2003年1月にはRIAAによってゴールドディスクに認定され、更に2011年1月にはプラチナディスクに認定されている。また、『ビルボード』のモダン・ロック・チャートでは「フェル・イン・ラヴ・ウィズ・ア・ガール」が12位、「デッド・リーヴス・アンド・ザ・ダーティー・グラウンド」が19位に達した。
ノルウェーでは2002年2週目のアルバム・チャートで初登場35位となり、翌週に28位を記録。オーストラリアのアルバム・チャートでは、2002年2月に3週連続でトップ50入りし、最高36位を記録した。
ジャック・ホワイト自身も本作の成功に驚き、2013年3月7日に掲載された『ガーディアン』紙の記事において「アルバムを3枚出した後に人々が関心を持ち始めたことが、ずっとショッキングだった。『今になって理解されるって何なんだよ?!』って。俺達自身は、どうせ誰も夢中になってくれない音楽のスタイルだと思って、50人に向かって演奏するのが関の山だって観念していた。俺達は気にせずやって行こうと決心していたから、別にそれで良かったけど、そこへ来ていきなり成功したんだ」と振り返っている。

## 評価
本作リリース当時、BBCのDJジョン・ピールはザ・ホワイト・ストライプスを「パンク、或いはジミ・ヘンドリックス以来の刺激的なバンド」と評した。
Pat Blashillは2001年当時、『ローリング・ストーン』誌のレビューにおいて5点満点3.5点を付け、「逃れがたく不思議な不朽のメロディと、汚らしくて脳を掻き回すようなリフを融合しており、キンクスとメルヴィンズの両方を想起させる」と評した。また、Heather Pharesはオールミュージックにおいて本作に5点満点を付け「『ホワイト・ブラッド・セルズ』は確かに、ザ・ホワイト・ストライプス本来のブルースからの影響や切迫感に欠けるきらいもあるが、デュオが『デ・ステイル』で磨き上げ発展させたポップな手腕は、完成の域に達している」と評している。更に、ピッチフォーク・メディアや『ローリング・ストーン』の寄稿者として知られるDouglas Wolkは、リリースから10年後の2011年に「その時代ならではのサウンドに対する反応とは思わない。たとえ今日世に出たとしても、全く同じような影響をもたらすと賭けてもいいよ」と評している。
本作は多くのメディアにより評価されている。アメリカのウェブサイトThe A.V. Clubが2009年11月に発表した「The best music of the decade」及びイギリスの音楽雑誌『Uncut』が選出した「150 Greatest Albums of the Decade」では1位を獲得。『ビルボード』が2009年12月に発表した「Top 20 Albums of the Decade」では11位、ピッチフォーク・メディアが2009年10月に発表した「2000年代のトップ100アルバム」では12位にランク・イン。
『ローリング・ストーン』誌が選出した「2000年代のベスト・アルバム100」では19位、同誌の「オールタイム・グレイテスト・アルバム500」の2012年版では497位にランク・イン。『スピン』誌が1985年以降の作品から選出した「過去25年のベスト・アルバム125」では87位にランク・インした。

## 収録曲
特記なき楽曲はザ・ホワイト・ストライプス作。
1. デッド・リーヴス・アンド・ザ・ダーティー・グラウンド "Dead Leaves and the Dirty Ground" – 3:04
2. ホテル・ヨーバ "Hotel Yorba" – 2:10
3. アイム・ファインディング・イット・ハーダー・トゥ・ビー・ア・ジェントルマン "I'm Finding It Harder to Be a Gentleman" – 2:54
4. フェル・イン・ラヴ・ウィズ・ア・ガール "Fell in Love with a Girl" – 1:50
5. エクスペクティング "Expecting" – 2:03
6. リトル・ルーム "Little Room" – 0:50
7. ザ・ユニオン・フォーエヴァー "The Union Forever" – 3:26
8. ザ・セイム・ボーイ・ユーヴ・オールウェイズ・ノウン "The Same Boy You've Always Known" – 3:09
9. ウィ・アー・ゴーイング・トゥ・ビー・フレンズ "We're Going to Be Friends" – 2:22
10. オフェンド・イン・エヴリ・ウェイ "Offend in Every Way" – 3:06
11. アイ・シンク・アイ・スメル・ア・ラット "I Think I Smell a Rat" – 2:04
12. アルミニウム "Aluminum" – 2:19
13. アイ・キャント・ウェイト "I Can't Wait" – 3:38
14. ナウ・メアリー "Now Mary" – 1:47
15. アイ・キャン・ラーン "I Can Learn" – 3:31
16. ディス・プロテクター "This Protector" – 2:13

### 日本盤ボーナス・トラック
1. ジョリーン "Jolene" (Dolly Parton) – 3:09
2. ハンド・スプリングス "Hand Springs" – 2:57

## 参加ミュージシャン
- ジャック・ホワイト - ボーカル、ギター、ピアノ
- メグ・ホワイト - ドラムス、バッキング・ボーカル